# Synagelides zonatus
Synagelides zonatus là một loài nhện trong họ Salticidae.
Loài này thuộc chi Synagelides. Synagelides zonatus được Peng & Li miêu tả năm 2008.